# Navajo (taal)
Navajo (Navajo: Diné bizaad) is een Na-Denétaal die door de Navajo in het zuiden van de Verenigde Staten wordt gesproken. De staten Arizona, New Mexico, Utah en Colorado tellen rond de 178.000 sprekers. Dit aantal stijgt nog steeds. Bijna de helft van de Navajo tussen 5 en 17 jaar oud (43%) spreekt deze taal thuis. Navajo is de meest gesproken indiaanse taal van de Verenigde Staten.
Met zijn uitgebreide systeem van nominale klassen en verbuigingsgroepen, toonsysteem, pre- en suffixen, ingewikkelde werkwoordstijden en veelheid aan in westerse talen onbekende klanken is het Navajo berucht als een zeer moeilijk te leren taal. In de Tweede Wereldoorlog gebruikte de Amerikaanse marine Navajo-indianen om militaire berichten in hun eigen taal uit te wisselen. Voor de Japanners was dat een onkraakbare code.